# Campionati europei di trampolino elastico 1993
I Campionati europei di trampolino elastico 1993 sono stati la 13ª edizione della competizione organizzata dalla Unione Europea di Ginnastica. Si sono svolti a Sursee, in Svizzera.

## Medagliere
| Posiz. | Nazione     | Oro | Argento | Bronzo | Totale |
| ------ | ----------- | --- | ------- | ------ | ------ |
| 1      | Germania    | 4   | 2       | 1      | 7      |
| 2      | Francia     | 3   | 4       | 0      | 7      |
| 3      | Portogallo  | 3   | 2       | 1      | 6      |
| 4      | Polonia     | 2   | 0       | 2      | 4      |
| 5      | Bielorussia | 1   | 1       | 1      | 3      |
| 6      | Ucraina     | 1   | 1       | 0      | 2      |
| 7      | Regno Unito | 1   | 0       | 2      | 3      |
| 8      | Danimarca   | 1   | 0       | 1      | 2      |
| 9      | Svezia      | 1   | 0       | 0      | 1      |
| 10     | Georgia     | 0   | 2       | 1      | 3      |
| 11     | Belgio      | 0   | 1       | 1      | 2      |
| 12     | Spagna      | 0   | 0       | 3      | 3      |
| 13     | Paesi Bassi | 0   | 0       | 1      | 1      |
| Totale | Totale      | 17  | 13      | 14     | 44     |

## Podi

### Uomini
| Evento                | Oro                                                                             | Argento                                                                     | Bronzo                                                           |
| Trampolino            | Fabrice Schwertz                                                                | Dmitri Poliarouch                                                           | Anders Christiansen                                              |
| Double mini           | Ulf Andersson Jorge Pereira Luís Nunes Pascual Robles                           | Non assegnato                                                               | Non assegnato                                                    |
| Tumbling              | Tomasz Kies                                                                     | Stéphane Bayol                                                              | Krzysztof Wilusz                                                 |
| Sincronizzato         | Danimarca Mads Ledstrup Jesper Dalsten                                          | Germania Martin Kubicka Christian Kemmer                                    | Paesi Bassi Lennard Villafuerte Alan Villafuerte                 |
| Trampolino a squadre  | Bielorussia Viatseslav Morozov Ruslan Kachperko Nikolai Kazak Dmitri Poliarouch | Francia Jean-Pierre Thorn Fabrice Hennique Fabrice Schwertz Denis Passemard | Germania Martin Kubicka Christoff Emmes Ralf Gehrke Heiko Berger |
| Double mini a squadre | Portogallo                                                                      | Germania Steffen Eislöffel Pascual Robles Heiko Berger                      | Spagna                                                           |
| Tumbling a squadre    | Polonia Krzysztof Wilusz Adrian Sienkiewicz Tomasz Kies Radoslaw Walczak        | Francia                                                                     | Portogallo                                                       |

### Donne
| Evento                | Oro                                                                   | Argento                                  | Bronzo                                           |
| Trampolino            | Susan Shotton                                                         | Anna Dogonadze                           | Rusudan Khoperia                                 |
| Double mini           | Nicole Krüger                                                         | Armelia Carneiro                         | Ana Roncero                                      |
| Tumbling              | Chrystel Robert                                                       | Corinne Robert                           | Sigy Van Renterghem                              |
| Sincronizzato         | Danimarca Mads Ledstrup Jesper Dalsten                                | Germania Martin Kubicka Christian Kemmer | Paesi Bassi Lennard Villafuerte Alan Villafuerte |
| Trampolino a squadre  | Germania Sandra Beck Gabi Dreier Tina Ludwig Hiltrud Roewe            | Ucraina                                  | Regno Unito Bielorussia                          |
| Double mini a squadre | Germania Ute Springub Nicole Krüger Nadine Intrup Grotje Reinemer     | Portogallo                               | Spagna                                           |
| Tumbling a squadre    | Francia Chrystel Robert Corinne Robert Christelle Giroud Marie Guinet | Belgio                                   | Polonia                                          |